# Temporada da NHL de 1971–72
A temporada da NHL de 1971–72 foi a 55.ª  temporada da National Hockey League (NHL). Catorze times jogaram 78 jogos. O Boston Bruins bateu o New York Rangers por quatro jogos a dois para sua segunda Stanley Cup em três temporadas nas finais.
Quatro jogadores entraram para o Hall da Fama do Hóquei neste ano. Eles foram o recém falecido astro de Toronto Busher Jackson e a lenda de Detroit Terry Sawchuk, o antigo Gordon Roberts, e o ex-astro dos Bruins e Senators Cooney Weiland. Arthur Wirtz, o poderoso dono de longa data do Chicago Black Hawks, entrou como Dono.

## Temporada Regular
Entre vários estreantes notáveis deste ano estavam Guy Lafleur, de Montreal, que apesar de marcar 29 goals parecia ter menos qualidade do que o astro recém aposentado Jean Beliveau para os torcedores de Montreal, o jogador de Buffalos Rick Martin, que estabeleceu o novo recorde de estreantes, com 44 gols, Gilles Meloche, goleiro do California Golden Seals e Ken Dryden, o sensacional novo goleiro dos Canadiens, que ,apesar de vencer o Troféu Conn Smythe como MVP dos playoffs na temporada anterior, recebeu o Troféu Memorial Calder como estreante do ano, já que ele havia disputado apenas seis jogos da temporada regular anteriormente.
O jogador de 43 anos Gump Worsley, deixado sem proteção (e sem interessados) na renúncia do draft pelo Minnesota North Stars, liderou a liga com uma média de 2,12 gols contra. Com menos sorte, o goleiro de Philadelphia Bruce Gamble sofreu um ataque cardíaco em uma vitória por 3–1 win em Vancouver em fevereiro e foi forçado a abandonar o hóquei.
No que foi amplamente visto como medidas preemptivas para derrubar a incipiente  World Hockey Association, a NHL anunciou que Atlanta e Long Island garantiram franquias para começarem em 1972-73. As ofertas foram rapidamente colocadas juntas em comparação com as expansões de 1967 e 1970. 
Algumas marcas dessa temporada incluíram Gerry Cheevers estabelecendo um novo recorde na NHL para o Boston Bruins (que ainda não foi batido até hoje) com 33 jogos sem perder. Em 12 de fevereiro, foi dia de Gordie Howe em Detroit, em que seu famoso #9 foi aposentado.  Em 25 de março, Bobby Hull marcou seu 600º gol na NHL no empate por 5–5 com Boston no Boston Garden. 
Uma excitante corrida pela artilharia, na qual o jogador dos Rangers Jean Ratelle estava à frente Phil Esposito, dos Bruins, foi interrompida quando Ratelle quebrou seu tornozelo em um jogo contra California, deixando ele por um mês sem jogar. Ratelle ainda terminou em terceiro na artilharia, atrás de Esposito e de Bobby Orr, enquanto seus companheiros Vic Hadfield e Rod Gilbert - todos da renomada Linha GAG -- terminaram em quarto e quinto. Um ressurgente Frank Mahovlich, rejuvenescido por uma troca com Montreal, terminou em sexto, enquanto Bobby Hull, em seu último ano em Chicago, terminou em sétimo em pontos e em segundo, atrás de Esposito, em gols. 
Embora tenha caído de seu domínio ofensivo em comparação à temporada anterior, mais uma vez o Boston Bruins teve o melhor desempenho na liga, enquanto o Chicago Black Hawks ficou no topo da Divisão Oeste.

### Classificação Final
Nota: PJ = Partidas Jogadas, V = Vitórias, D = Derrotas, E = Empates, Pts = Pontos, GP = Gols Pró, GC = Gols Contra,PEM=Penalizações em Minutos

Times que se classificaram aos play-offs estão destacados em negrito
| Divisão Leste       | J  | V  | D  | E  | Pts | GP  | GC  | PEM  |
| ------------------- | -- | -- | -- | -- | --- | --- | --- | ---- |
| Boston Bruins       | 78 | 54 | 13 | 11 | 119 | 330 | 204 | 1112 |
| New York Rangers    | 78 | 48 | 17 | 13 | 109 | 317 | 192 | 1010 |
| Montreal Canadiens  | 78 | 46 | 16 | 16 | 108 | 307 | 205 | 783  |
| Toronto Maple Leafs | 78 | 33 | 31 | 14 | 80  | 209 | 208 | 887  |
| Detroit Red Wings   | 78 | 33 | 35 | 10 | 76  | 261 | 262 | 850  |
| Buffalo Sabres      | 78 | 16 | 43 | 19 | 51  | 203 | 289 | 831  |
| Vancouver Canucks   | 78 | 20 | 50 | 8  | 48  | 203 | 297 | 1092 |

| Divisão Oeste           | J  | V  | D  | E  | Pts | GP  | GC  | PEM  |
| ----------------------- | -- | -- | -- | -- | --- | --- | --- | ---- |
| Chicago Black Hawks     | 78 | 46 | 17 | 15 | 107 | 256 | 166 | 844  |
| Minnesota North Stars   | 78 | 37 | 29 | 12 | 86  | 212 | 191 | 853  |
| St. Louis Blues         | 78 | 28 | 39 | 11 | 67  | 208 | 247 | 1150 |
| Pittsburgh Penguins     | 78 | 26 | 38 | 14 | 66  | 220 | 258 | 978  |
| Philadelphia Flyers     | 78 | 26 | 38 | 14 | 66  | 200 | 236 | 1233 |
| California Golden Seals | 78 | 21 | 39 | 18 | 60  | 216 | 288 | 1007 |
| Los Angeles Kings       | 78 | 20 | 49 | 9  | 49  | 206 | 305 | 719  |

### Artilheiros
PJ = Partidas Jogadas, G = Gols, A = Assistências, Pts = Pontos, PEM = Penalizações em Minutos
| Jogador         | Time                | PJ | G  | A  | Pts | PEM |
| --------------- | ------------------- | -- | -- | -- | --- | --- |
| Phil Esposito   | Boston Bruins       | 76 | 66 | 67 | 133 | 76  |
| Bobby Orr       | Boston Bruins       | 76 | 37 | 80 | 117 | 106 |
| Jean Ratelle    | New York Rangers    | 63 | 46 | 63 | 109 | 4   |
| Vic Hadfield    | New York Rangers    | 78 | 50 | 56 | 106 | 142 |
| Rod Gilbert     | New York Rangers    | 73 | 43 | 54 | 97  | 64  |
| Frank Mahovlich | Montreal Canadiens  | 76 | 43 | 53 | 96  | 36  |
| Bobby Hull      | Chicago Black Hawks | 78 | 50 | 43 | 93  | 24  |
| Yvan Cournoyer  | Montreal Canadiens  | 73 | 47 | 36 | 83  | 15  |
| Johnny Bucyk    | Boston Bruins       | 78 | 32 | 51 | 83  | 4   |
| Bobby Clarke    | Philadelphia Flyers | 78 | 35 | 46 | 81  | 87  |

### Goleiros Líderes
PJ = Partidas Jogadas, MJ=Minutos Jogados, GC = Gols Contra, TG = Tiros ao Gol, MGC = Média de gols contra, V = Vitórias, D = Derrotas, E = Empates, SO = Shutouts
| Player           | Team                  | PJ | MJ   | GC  | MGC  | V  | D  | E  | SO |
| ---------------- | --------------------- | -- | ---- | --- | ---- | -- | -- | -- | -- |
| Tony Esposito    | Chicago Black Hawks   | 48 | 2780 | 82  | 1.77 | 31 | 10 | 6  | 9  |
| Gilles Villemure | New York Rangers      | 37 | 2129 | 74  | 2.09 | 24 | 7  | 4  | 3  |
| Lorne Worsley    | Minnesota North Stars | 34 | 1923 | 68  | 2.12 | 16 | 10 | 7  | 2  |
| Ken Dryden       | Montreal Canadiens    | 64 | 3800 | 142 | 2.24 | 39 | 8  | 15 | 8  |
| Gary Smith       | Chicago Black Hawks   | 28 | 1540 | 62  | 2.42 | 14 | 5  | 6  | 5  |
| Gerry Cheevers   | Boston Bruins         | 41 | 2420 | 101 | 2.50 | 27 | 5  | 8  | 2  |
| Jacques Caron    | St. Louis Blues       | 28 | 1619 | 68  | 2.52 | 14 | 8  | 5  | 1  |
| Bernie Parent    | Toronto Maple Leafs   | 47 | 2715 | 116 | 2.56 | 17 | 18 | 9  | 3  |
| Jacques Plante   | Toronto Maple Leafs   | 34 | 1965 | 86  | 2.63 | 16 | 13 | 5  | 2  |
| Cesare Maniago   | Minnesota North Stars | 43 | 2539 | 112 | 2.65 | 20 | 17 | 4  | 3  |

## Playoffs

### Mudança de Formato
Em resposta ao ano anterior, quando o Minnesota North Stars pareceu ter perdido partidas de propósito para terminar em quarto em vez de terceiro para evitar um confronto com o primeiro colocado Chicago), a primeira rodada de confrontos foi alterada para que o líder da temporada regular enfrentasse o quarto colocado, enquanto o segundo enfrentaria o terceiro. Anteriormente, o primeiro enfrentava o terceiro,e  o segundo, o quarto.
Apesar de lesões em diversos jogadores-chave, notavelmente o artilheiro Jean Ratelle, o New York Rangers bateu os atuais campeões do Montreal Canadiens na primeira rodada dos playoffs, com grandes atuações de jogadores menos conhecidos como Walt Tkaczuk. Os Rangers posteriormente surraram o Chicago Black Hawks em quatro jogos durante as semifinais. Chicago havia derrotado o Pittsburgh Penguins também em quatro jogos.
Boston facilmente bateu o Toronto Maple Leafs em cinco jogos, enfrentando o time do St. Louis Blues, que havia sobrevivido a um confronto duríssimo de sete jogos contra os North Stars nas quartas-de-final. Os poderosos Bruins estabeleceram um recorde de mais gols em uma série de quatro jogos ao bater os Blues por 28–8 no geral.

### Tabela dos Playoffs
|  | Quartas-de-final | Quartas-de-final      | Quartas-de-final |                  |    | Semifinais          | Semifinais | Semifinais |  |  | Final da Stanley Cup | Final da Stanley Cup | Final da Stanley Cup |  |
|  |                  |                       |                  |                  |    |                     |            |            |  |  |                      |                      |                      |  |
|  | L1               | Boston Bruins         | 4                |                  |    |                     |            |            |  |  |                      |                      |                      |  |
|  | L1               | Boston Bruins         | 4                |                  |    |                     |            |            |  |  |                      |                      |                      |  |
|  | L4               | Toronto Maple Leafs   | 1                |                  |    |                     |            |            |  |  |                      |                      |                      |  |
|  | L4               | Toronto Maple Leafs   | 1                |                  | L1 | Boston Bruins       | 4          |            |  |  |                      |                      |                      |  |
|  |                  |                       |                  |                  | L1 | Boston Bruins       | 4          |            |  |  |                      |                      |                      |  |
|  |                  |                       | O3               | St. Louis Blues  | 0  |                     |            |            |  |  |                      |                      |                      |  |
|  | O2               | Minnesota North Stars | O3               | St. Louis Blues  | 0  | 3                   |            |            |  |  |                      |                      |                      |  |
|  | O2               | Minnesota North Stars |                  |                  |    |                     |            |            |  |  |                      |                      |                      |  |
|  | O3               | St. Louis Blues       | 4                |                  |    |                     |            |            |  |  |                      |                      |                      |  |
|  | O3               | St. Louis Blues       | 4                |                  | L1 | Boston Bruins       | 4          |            |  |  |                      |                      |                      |  |
|  |                  |                       |                  |                  |    |                     |            |            |  |  |                      |                      |                      |  |
|  |                  |                       | L2               | New York Rangers | 2  |                     |            |            |  |  |                      |                      |                      |  |
|  | O1               | Chicago Black Hawks   | L2               | New York Rangers | 2  | 4                   |            |            |  |  |                      |                      |                      |  |
|  | O1               | Chicago Black Hawks   |                  |                  |    |                     |            |            |  |  |                      |                      |                      |  |
|  | O4               | Pittsburgh Penguins   | 0                |                  |    |                     |            |            |  |  |                      |                      |                      |  |
|  | O4               | Pittsburgh Penguins   | 0                |                  | O1 | Chicago Black Hawks | 0          |            |  |  |                      |                      |                      |  |
|  |                  |                       |                  |                  | O1 | Chicago Black Hawks | 0          |            |  |  |                      |                      |                      |  |
|  |                  |                       | L2               | New York Rangers | 4  |                     |            |            |  |  |                      |                      |                      |  |
|  | L2               | New York Rangers      | L2               | New York Rangers | 4  | 4                   |            |            |  |  |                      |                      |                      |  |
|  | L2               | New York Rangers      |                  |                  |    |                     |            |            |  |  |                      |                      |                      |  |
|  | L3               | Montreal Canadiens    | 2                |                  |    |                     |            |            |  |  |                      |                      |                      |  |

### Finais
New York Rangers vs. Boston Bruins
| Data        | Visitante        | Placar | Mandante         | Placar | Notas |
| ----------- | ---------------- | ------ | ---------------- | ------ | ----- |
| 30 de abril | New York Rangers | 5      | Boston Bruins    | 6      |       |
| 2 de maio   | New York Rangers | 1      | Boston Bruins    | 2      |       |
| 4 de maio   | Boston Bruins    | 2      | New York Rangers | 5      |       |
| 7 de maio   | Boston Bruins    | 3      | New York Rangers | 2      |       |
| 9 de maio   | New York Rangers | 3      | Boston Bruins    | 2      |       |
| 11 de maio  | Boston Bruins    | 3      | New York Rangers | 0      |       |

Boston Bruins venceu a série melhor-de-sete por quatro a dois para a Stanley Cup

## Prêmios da NHL
| Prêmios de 1971-72 da NHL       | Prêmios de 1971-72 da NHL                                                              |
| ------------------------------- | -------------------------------------------------------------------------------------- |
| Troféu Príncipe de Gales:       | Boston Bruins                                                                          |
| Taça Clarence S. Campbell:      | Chicago Black Hawks                                                                    |
| Troféu Art Ross:                | Phil Esposito, Boston Bruins                                                           |
| Troféu Memorial Bill Masterton: | Bobby Clarke, Philadelphia Flyers                                                      |
| Troféu Memorial Calder:         | Ken Dryden, Montreal Canadiens                                                         |
| Troféu Conn Smythe:             | Bobby Orr, Boston Bruins                                                               |
| Troféu Memorial Hart:           | Bobby Orr, Boston Bruins                                                               |
| Troféu Memorial James Norris:   | Bobby Orr, Boston Bruins                                                               |
| Troféu Memorial Lady Byng:      | Jean Ratelle, New York Rangers                                                         |
| Prêmio Lester B. Pearson:       | Jean Ratelle, New York Rangers                                                         |
| Prêmio Mais/Menos da NHL:       | Bobby Orr, Boston Bruins                                                               |
| Troféu Vezina:                  | Tony Esposito & Gary Smith, Chicago Black Hawks                                        |
| Troféu Lester Patrick:          | Clarence S. Campbell, John A. "Snooks" Kelley, Ralph "Cooney" Weiland, James D. Norris |

### Times das Estrelas
| Primeiro Time                      | Position | Segundo Time                       |
| ---------------------------------- | -------- | ---------------------------------- |
| Tony Esposito, Chicago Black Hawks | G        | Ken Dryden, Montreal Canadiens     |
| Bobby Orr, Boston Bruins           | D        | Bill White, Chicago Black Hawks    |
| Brad Park, New York Rangers        | D        | Pat Stapleton, Chicago Black Hawks |
| Phil Esposito, Boston Bruins       | C        | Jean Ratelle, New York Rangers     |
| Rod Gilbert, New York Rangers      | RW       | Yvan Cournoyer, Montreal Canadiens |
| Bobby Hull, Chicago Black Hawks    | LW       | Vic Hadfield, New York Rangers     |

## Estreias
O seguinte é uma lista de jogadores importantes que jogaram seu primeiro jogo na NHL em 1971-72 (listados com seu primeiro time, asterisco(*) marca estreia nos play-offs):
- Terry O'Reilly, Boston Bruins
- Rick Martin, Buffalo Sabres
- Craig Ramsay, Buffalo Sabres
- Marcel Dionne, Detroit Red Wings
- Billy Smith, Los Angeles Kings
- Guy Lafleur, Montreal Canadiens
- Bill Clement, Philadelphia Flyers
- Dave Schultz, Philadelphia Flyers
- Mike Murphy, St. Louis Blues
- Wayne Stephenson, St. Louis Blues
- Rick Kehoe, Toronto Maple Leafs
- Jocelyn Guevremont, Vancouver Canucks
- Dennis Kearns, Vancouver Canucks

## Últimos Jogos
O seguinte é uma lista de jogadores importantes que jogaram seu último jogo na NHL em 1971-72 (listados com seu último time):
- John McKenzie, Boston Bruins
- Ted Green, Boston Bruins
- Dick Duff, Buffalo Sabres
- Eric Nesterenko, Chicago Black Hawks
- Ab McDonald, Detroit Red Wings
- Bob Pulford, Los Angeles Kings
- J.C. Tremblay, Montreal Canadiens
- Phil Goyette, New York Rangers
- Val Fonteyne, Pittsburgh Penguins
- Bill Hicke, Pittsburgh Penguins
- Brit Selby, St. Louis Blues
- Don Marshall, Toronto Maple Leafs
- Rosaire Paiement, Vancouver Canucks

NOTA: McKenzie, Green, Tremblay, Fonteyne, Selby, Nesterenko, McDonald, Hicke e Paiement continuaram suas carreiras na World Hockey Association.